# Secernentea
Secernentea was een van de twee klassen waarin de stam rondwormen is verdeeld.

## Beschrijving
De hieronder in sectie "Taxonomie" gepresenteerde indeling is de klassieke indeling. Deze indeling is inmiddels door een veelheid aan moleculair-genetisch onderzoek verouderd. Deze nieuwe inzichten zijn verwerkt in de sectie "Cladogram".

### Parasitaire rondwormen in zoogdieren
De Secernentea vormen de grootste klasse waarin veel bekende en beruchte rondwormen voorkomen zoals de parasitaire spoelwormen (orde Ascaridida). Voorbeelden zijn Ascaris lumbricoides, A. suum (bij varkens), Toxocara canis (hondenspoelworm), Toxocara mystax (kattenspoelworm), Toxascaris leonina (spoelworm bij honden en katten).
Verder behoren ook de mijnwormen Necator americanus en Ancylostoma duodenale (uit de orde Strongylida) tot deze klasse.
Diverse soorten mijnwormen (Ancylostomatidae) en longwormen (beide orde Strongylida) zijn ook veel voorkomende parasieten die leven in het maag-darmstelsel en luchtwegen van zoogdieren.
Berucht is ook de draadworm Wuchereria bancrofti (uit de orde Spirurida) de ziekte elefantiasis veroorzaakt.

### Vrijlevend en parasitair
Ook de vrijlevende, plantenparasitaire aaltjes, die in de grond voorkomen behoren ook tot deze klasse (orde Tylenchida), zoals de wortelknobbelaaltjes, bijvoorbeeld Globodera rostochiensis dat aardappelmoeheid veroorzaakt en  Rotylenchus uniformis waarvan radijsjes zwarte spikkels krijgen.

### Vrijlevend zonder direct parasitair te zijn
Voorbeelden van vrijlevende nematoden zijn Caenorhabditis elegans en Halicephalobus mephisto. C. elegans was het eerste dierlijke organisme waarvan het complete DNA in kaart werd gebracht. H. mephisto werd in 2011 op tot op 3,6 km diepte in de grond als vrijlevende worm gevonden. Beide worden gerekend tot de orde Rhabditida en de familie Rhabditidae.

## Taxonomie
De systematiek van deze klasse is vrij ingewikkeld en onderhevig aan veranderingen door voortschrijdend inzicht dat komt uit moleculair genetisch onderzoek. De indeling hieronder is de nog veel gebruikte klassieke indeling in negen orden.
- Klasse Secernentea
  - Orde: Aphelenchida
  - Orde: Ascaridida (spoelwormen)
  - Orde: Camallanida
    - Superfamilie: Camallanoidea
    - Superfamilie: Dracunculoidea

  - Orde: Diplogasterida
  - Orde: Oxyurida
  - Orde: Rhabditida
  - Orde: Spirurida
  - Orde: Strongylida
  - Orde: Tylenchida

## Cladogram
Volgens moderne inzichten is de orde Rhabditida geen groep met één gezamenlijke voorouder. De orde Camallanida (met de superfamilies Camallanoidea en  Dracunculoidea) bestaat niet meer als eigen orde, de superfamilies behoren nu tot de Spirurida. In het cladogram hieronder, dat is ontleend aan het tree of life project, zijn deze inzichten verwerkt.
|  | Rhigonematida |
|  |               |
|  | Oxyrida       |
|  |               |
|  | Ascaridida    |
|  |               |
|  | Spirurida     |
|  |               |

|  | Tylenchida                                               |
|  |                                                          |
|  | Aphelenchida                                             |
|  |                                                          |
|  | Cephalobidae (familie uit de oude stijl-orde Rhabditida) |
|  |                                                          |

|  | Strongyloididae (familie uit de oude stijl-orde Rhabditida)  |
|  |                                                              |
|  | Steinernematidae (familie uit de oude stijl-orde Rhabditida) |
|  |                                                              |
|  | Panagrolaimidae (familie uit de oude stijl-orde Rhabditida)  |
|  |                                                              |

|  | Tylenchida                                               |
|  |                                                          |
|  | Aphelenchida                                             |
|  |                                                          |
|  | Cephalobidae (familie uit de oude stijl-orde Rhabditida) |
|  |                                                          |

|  | Strongyloididae (familie uit de oude stijl-orde Rhabditida)  |
|  |                                                              |
|  | Steinernematidae (familie uit de oude stijl-orde Rhabditida) |
|  |                                                              |
|  | Panagrolaimidae (familie uit de oude stijl-orde Rhabditida)  |
|  |                                                              |

|  | Strongylida    |
|  |                |
|  | Rhabditina     |
|  |                |
|  | Diplogasterida |
|  |                |

|  | Rhigonematida |
|  |               |
|  | Oxyrida       |
|  |               |
|  | Ascaridida    |
|  |               |
|  | Spirurida     |
|  |               |

|  | Tylenchida                                               |
|  |                                                          |
|  | Aphelenchida                                             |
|  |                                                          |
|  | Cephalobidae (familie uit de oude stijl-orde Rhabditida) |
|  |                                                          |

|  | Strongyloididae (familie uit de oude stijl-orde Rhabditida)  |
|  |                                                              |
|  | Steinernematidae (familie uit de oude stijl-orde Rhabditida) |
|  |                                                              |
|  | Panagrolaimidae (familie uit de oude stijl-orde Rhabditida)  |
|  |                                                              |

|  | Tylenchida                                               |
|  |                                                          |
|  | Aphelenchida                                             |
|  |                                                          |
|  | Cephalobidae (familie uit de oude stijl-orde Rhabditida) |
|  |                                                          |

|  | Strongyloididae (familie uit de oude stijl-orde Rhabditida)  |
|  |                                                              |
|  | Steinernematidae (familie uit de oude stijl-orde Rhabditida) |
|  |                                                              |
|  | Panagrolaimidae (familie uit de oude stijl-orde Rhabditida)  |
|  |                                                              |

|  | Strongylida    |
|  |                |
|  | Rhabditina     |
|  |                |
|  | Diplogasterida |
|  |                |